# کورتنی بی. ونس
کورتنی بی. ونس (به انگلیسی: Courtney B. Vance) (زاده ۱۲ مارچ ۱۹۶۰) بازیگر آمریکایی است.
از فیلم‌های معروف او می‌توان به بازی در فیلم مقصد نهایی ۵، اقدامات فوق‌العاده، همسر واعظ، مومیایی و مجموعه تلویزیونی نظم و قانون: قصد جنایی، اقبال کلوچه، ازدواج مقدس، فراتر از قانون، فصل طوفان و فلش فوروارد اشاره کرد.
این بازیگر در سال ۲۰۱۶ برای بازی در فصل اول سریال «داستان جنایی آمریکایی:مردم علیه او.جی. سیمپسون/People v O.J Simpson: American Crime Story» توانست برنده جایزه «امی» بهترین بازیگر نقش اول مینی سریال شود.
در تاریخ ۲۸ نوامبر ۲۰۱۷ اعلام شد که کورتنی بی. ونس به سریال جدید شبکه «FX» به نام «سرقت 88/Heist ۸۸» پیوسته‌است. سریال «سرقت ۸۸» توسط آنتونی همینگوی کارگردان فصل اول داستان جنایی آمریکایی ساخته می‌شود و دومین همکاری ونس با همینگوی به‌شمار می‌رود.